# Francesc Avinent Tirado
Francesc Avinent Tirado (Castelló, 1857 – 17 de juliol de 1931) va ser professor de música i compositor.
Es va formar en solfeig i violí amb Francisco Pachés. Va estudiar harmonia i composició a Barcelona amb el mestre Regnaud. Va dedicar-se a la tasca pedagògica però també va treballar com a violinista en diverses orquestres de València i Barcelona. Algunes de les seves obres van ser estrenades amb èxit al Teatre Principal de Castelló.

## Obres
- Misa de Gloria
- Asunción[3]